# Gonomyia ingrica
Gonomyia ingrica là một loài ruồi trong họ Limoniidae. Chúng phân bố ở miền Cổ bắc.